# Hypatopa
Hypatopa é um gênero de mariposa pertencente à família Coleophoridae.